# Federico Álvarez
Federico «Fede» Álvarez Mattos (Montevideo, 9 de febrero de 1978) es un director de cine y guionista uruguayo. Es conocido principalmente por haber dirigido el reboot de Posesión infernal, el thriller No respires y la película de ciencia ficción y terror Alien: Romulus. 

## Carrera
Álvarez recibió dos premios en el festival Buenos Aires Rojo Sangre con su cortometraje El cojonudo (2006). Pero su consagración le llegó con el cortometraje de ciencia ficción ¡Ataque de pánico!, que en 2009 recibió millones de visitas en YouTube. Poco después fue contratado para rehacer esta filmación en Ghost House Pictures.
En 2013 se le encomendó la dirección de la película Posesión infernal y de una nueva versión del juego Dante's Inferno.
En 2016 se estrenó No respires, escrita y dirigida por Álvarez. Con esta película ganó en 2017 el Premio Saturn a la mejor película de terror.
Es hijo del periodista, escritor y profesor uruguayo Luciano Álvarez.
Reside en Los Ángeles.

## Filmografía

### Cortometrajes
- 2001, Los pocillos
- 2003, El último Alevare
- 2005, El cojonudo
- 2009, ¡Ataque de pánico!

### Televisión
- 2014, From Dusk till Dawn: The Series (Temporada 1, Episodio 8: "La Conquista")
- 2021, Calls, serie de televisión. Creador, director, productor ejecutivo y guionista.

### Largometrajes
| Película | Año                          | Basada   | Director | Guionista | Productor | Otro                                                           |
| -------- | ---------------------------- | -------- | -------- | --------- | --------- | -------------------------------------------------------------- |
| 2013     | Posesión infernal            | remake   | Sí       | Sí        | No        | También escribió la canción «Baby, little baby»                |
| 2016     | No respires                  | original | Sí       | Sí        | Sí        | Interpreta un solo de viola en la banda sonora                 |
| 2018     | The Girl in the Spider's Web | libro    | Sí       | Sí        | No        |                                                                |
| 2021     | No respires 2                | original | No       | Sí        | Sí        |                                                                |
| 2022     | Texas Chainsaw Massacre      | reboot   | No       | Sí        | Sí        |                                                                |
| 2024     | Alien: Romulus               | reboot   | Sí       | Sí        | Sí        | Película de la franquicia Alien, escrita junto a Rodo Sayagues |

### Otros créditos
- 2021, Caos: el inicio director de tomas extra.